# Windows Beveiligingscentrum
Windows Beveiligingscentrum (of vanaf Windows 7 het Onderhoudscentrum is een onderdeel dat deel uitmaakt van Windows XP SP2, Windows Vista, Windows 7 en Windows 8 en gebruikers voorziet van de mogelijkheid om de status van de instellingen voor computerbeveiliging en diensten te bekijken. Windows Beveiligingscentrum bewaakt deze beveiligingsinstellingen en informeert de gebruiker via een pop-upmelding als er een probleem is. In Windows 7 is het hernoemd naar Windows Onderhoudscentrum.

## Overzicht
Het Windows Beveiligingscentrum bestaat uit drie belangrijke delen: een bedieningspaneel, een Windows-service en een application programming interface (API)die wordt geleverd door Windows Management Instrumentation.

### Bedieningspaneel
Het bedieningspaneel verdeelt de bewaakte beveiligingsinstellingen in categorieën, de status van hiervan wordt weergegeven met drie verschillende kleuren: lichtblauw (groen in Windows Vista en Windows 7), geel of rood. Een categorie met een blauwe of groene achtergrond geeft aan dat de er geen problemen zijn. Een gele achtergrond betekent meestal er een aantal kleine problemen zijn, maar dit leidt niet tot zware gevolgen, zoals meldingen over probleemoplossing of back-ups. Een rode achtergrond betreft een groot probleem dat kan leiden tot zware gevolgen, zoals het ontbreken van antivirussoftware.

### Windows Service
De huidige stand van de instellingen wordt gecontroleerd door Windows Service. Deze dienst, genaamd "Beveiligingscentrum" wordt automatisch gestart wanneer de computer opstart, en neemt verantwoordelijkheid voor het continu controleren van gewijzigde instellingen in het systeem en informeert de gebruiker via een pop-upmelding als er een probleem is.

### Windows XP
Microsoft had geleerd uit gesprekken met klanten, dat er verwarring was of Windows wel beschermd was tegen bepaalde dingen. Microsoft nam met succes een aantal maatregelen en maakte de beslissing om een zichtbaar controlepaneel met Windows XP Service Pack 2 te bundelen. Dit controlepaneel geeft een geconsolideerd overzicht van de belangrijkste beveiligingsfuncties. Service Pack 2, uitgebracht in augustus 2004, omvat de eerste versie van Windows Beveiligingscentrum. De eerste versie biedt controle van Windows Update, Windows Firewall en de beschikbaarheid van een anti-virussoftwarepakket. Leveranciers van firewall- en antivirussoftwarepakketten werden aangemoedigd om gebruik te maken van de Windows Beveiligingscentrum application programming interface, om ervoor te zorgen dat hun software zou worden herkend door Windows Beveiligingscentrum.

### Windows Vista
Windows Vista voegt anti-malwaresoftwareopsporing, toezicht van Gebruikersaccountbeheer, bewaking van verschillende beveiligingsinstellingen van Internet Explorer, Windows Defender en ondersteuning voor Microsoft's anti-malwareproducten toe.
In tegenstelling tot Windows XP kon in de bèta-versies van Windows Vista het Windows Beveiligingscentrum niet worden uitgeschakeld of verwijderd. Security-softwaremaker Symantec sprak zich uit tegen dit en merkte op dat hij aan een groot deel van de consumenten verwarring zou veroorzaken, dat enige problemen zouden worden gerapporteerd door zowel Windows Beveiligingscentrum en Symantec's tools op hetzelfde moment. McAfee, een andere grote leverancier van beveiligingssoftware, had soortgelijke klachten ingediend en op de definitieve versie van Windows Vista kan Windows Beveiligingscentrum worden uitgeschakeld.

### Windows 7
In Windows 7 is Windows Beveiligingscentrum hernoemd naar het Windows Onderhoudscentrum (Windows Solution Center en Windows Health Center in eerdere builds) en controleert zowel de veiligheid en het onderhoud van de computer, namelijk:
- de firewall
- Windows Update
- de virusbeveiliging
- de bescherming tegen spyware en ander ongewenste software (zoals adware)
- de internetbeveiligingsinstellingen (van Internet Explorer)
- Gebruikersaccountbeheer
- NAP (Network Access Protection)
- de probleemoplossing
- Windows Back-up
- het systeemonderhoud

De algemene status van het Onderhoudscentrum wordt in het systeemvak op de taakbalk weergegeven door een vlagpictogram, dat verkleurt naarmate de status verandert.

### Windows 8
Het Onderhoudscentrum is onder dezelfde vorm als in Windows 7 aanwezig op Windows 8, met toevoeging van statuscontrole van het SmartScreen-filter. Na de release van Windows 8 doken er wel enkele problemen op met Onderhoudscentrum, dat namelijk de status van de virus- en spywarebescherming niet altijd correct weergaf. Dit probleem is ondertussen middels een update opgelost.